# Sziget Fesztivál 2010
2010. augusztus 11. és 16. között  került megrendezésre a Sziget Fesztivál.

## Fellépők

### Nagyszínpad

#### Augusztus 9.
- Esti Kornél
- Kispál és a Borz

#### Augusztus 10.
- Ladánybene 27
- The Aggrolites
- Toots & the Maytals
- The Wailers
- UB40

#### Augusztus 11.
- Gwar
- Toy Dolls
- Ska-P
- The Hives
- Madness

#### Augusztus 12.
- K.I.Z.
- Young Punx
- Public Image Ltd
- The Specials
- Faithless

#### Augusztus 13.
- Lyapis Trubetskoy
- Papa Roach
- Gentleman and the Evolution
- MIKA
- Thirty Seconds to Mars

#### Augusztus 14.
- Subsonica
- The Cribs
- Tankcsapda
- Iron Maiden

#### Augusztus 15.
- Rada
- Death Valley Screamers
- Danko Jones
- Billy Talent
- Kasabian
- Muse

### Világzenei Nagyszínpad

#### Augusztus 10.
- Cseh Tamás Emlékkoncert

#### Augusztus 11.
- Cankisou
- Csík zenekar
- Amparo Sanchez
- Orquesta Buena Vista Social Club® és Omara Portuondo

#### Augusztus 12.
- Kries
- Besh o droM
- Dirtmusic és Tamikrest
- Tony Allen

#### Augusztus 13.
- Daniel Kahn & The Painted Bird
- Söndörgő +  Ferus Mustafov
- Rotfront
- Oi Va Voi

#### Augusztus 14.
- Jaune Toujours
- Ferenczi György & Rackajam & Vendégek
- Rupa & the April Fishes
- Los De Abajo

#### Augusztus 15.
- Mahala Rai Banda
- Parno Graszt
- O8OO1
- Shantel & Bucovina Club Orkestar

### A38-Wan2 Színpad

#### Augusztus 11.
- The Picturebooks
- Inspector Cluzo
- Óriás
- Peaches
- Bad Religion
- Alvin és a Mókusok

#### Augusztus 12.
- Foreign Beggars
- Black Box Revelation
- Qualitons feat Kovács Kati
- C-Mon & Kypski
- Gorillaz Sound System
- Žagar

#### Augusztus 13.
- Déja vu Revue
- zZz
- Isolated
- Vive la Féte
- Charlie Winston
- Erik Sumo Band feat. Kiss Erzsi

#### Augusztus 14.
- Carbovaris
- Wildbirds & Peacedrums
- Bin Jip
- Ez3kiel
- Nina Hagen
- Vágtázó Halottkémek

#### Augusztus 15.
- Skip The Use
- Madensuyu
- Turbo
- Yeasayer
- Major Lazer
- Kees van Hondt & friends

### MTV Headbangers Ball Színpad

#### Augusztus 11.
- The Grenma
- ManGod.Inc
- Cadaveres
- Ill Niño
- Children of Bodom
- Road
- Insane

#### Augusztus 12.
- AWS
- Drums are for Parades
- Subscribe
- Skindred
- The 69 Eyes
- Nevergreen
- Rómeó Vérzik

#### Augusztus 13.
- Room Of The Mad Robots
- Overdrive
- Blind Myself
- Enter Shikari
- Paradise Lost
- Dalriada
- Antitela

#### Augusztus 14.
- Holtidő
- Zorall
- Depresszió
- Deák Bill Gyula
- Kowalsky meg a Vega
- Kamelot
- Kalapács

#### Augusztus 15.
- Green Path
- Neck Sprain
- Isten Háta Mögött
- Monster Magnet
- Fear Factory
- Superbutt
- Watch My Dying

### Party Aréna

#### Augusztus 11.
- DJ Shadow
- Pole Position
- Szeifert
- Andy Moor
- Sander van Doorn
- Kühl

#### Augusztus 12.
- Simian Mobile Disco Live
- Junkie an Hawky
- Bergi & Svindler
- Boys Noize vs. Erol Alkan
- Coyote

#### Augusztus 13.
- Gotan Project
- Collins and Behnham
- Igor D'ourden
- Drumcode Night:Alan Fitzpatrick
- Adam Beyer
- Joel Mull
- Hot X

#### Augusztus 14.
- Calvin Harris
- Karányi
- Tsubi
- Infected Mushroom
- Danger
- Sikztah

#### Augusztus 15.
- Die Antwoord
- Soneec
- Poli vs. Nora Naughty
- Chriss
- Timo Maas
- Slam Jr.

### MR2Színpad

#### Augusztus 11.
- The Kolin
- Magashegyi Underground
- Balkan Fanatik
- Irie Maffia
- Quimby
- Kühl

#### Augusztus 12.
- Frenk
- The Twist
- Barabás Lőrinc Eklektric
- Vad Fruttik
- Péterfy Bori & Love Band

#### Augusztus 13.
- EZ Basic
- Nemjuci
- The Carbonfools
- Heaven Street Seven
- Kiscsillag

#### Augusztus 14.
- Hollywoodoo
- Fish!
- Kistehén
- Copy Con & The Freedom Fighterz
- 30Y

#### Augusztus 15.
- Hangmás
- Takáts Eszter
- Jamie Winchester
- Brains
- Pannonia Allstars Ska Orchestra